# .zw
.zw (zimbabwe) é o código de país do domínio de topo (ccTLD) usado na internet pelo Zimbabwe.
Entretanto, nenhum registro de site web é mostrado na lista do site IANA whois contendo apenas .zw, o máximo que se encontra é o registro .co.zw que está atualmente sendo usado pela Associação de Servições de Provedor para Internet do Zimbabwe, cujo propósito é monitorar o domínio .zw
O registro .ac.zw começou a ser usado pela Universidade do Zimbabwe. Os pedidos de registro são analisados pelo Instituto Computer Centre. Tal como acontece com a regra geral, os registros .ac.zw são usados para instituições acadêmicas.
Registros .org.zw são monitorados pelo principal provedor de telecomunicação fixa do país, a TelOne. Eles se destinam a ser usados por ONGs, individuais ou organizações, mas as regras para diferenciá-los não são claras.